# ¿Y tú qué sabes?
¿Y tú qué sabes? fue un concurso emitido por La Sexta presentado por Óscar Terol. Se estrenó el 27 de diciembre de 2015 y finalizó el 10 de enero de 2016.

## Mecánica
Tres famosos y 200 estudiantes universitarios compiten entre sí para ganar un premio en metálico, contestando a una serie de preguntas de cultura general y actualidad.

## Episodios
| N.º | Invitados                                         | Fecha de emisión original | Audiencia (millones) |
| --- | ------------------------------------------------- | ------------------------- | -------------------- |
| 1   | «Irene Junquera, Jorge Blass y Santiago Segura»   | 27 de diciembre de 2015   | 1 563 000 (8,1%)     |
| 2   | «Agustín Jiménez, Antonio Garrido y Llum Barrera» | 3 de enero de 2016        | 1 324 000 (6,9%)     |
| 3   | «Luis Larrodera, Jon Plazaola y Laura Sánchez»    | 10 de enero de 2016       | 848 000 (5,1%)       |